# Cantar-Galo
Cantar-Galo é uma povoação portuguesa do Município da Covilhã que foi sede da extinta Freguesia de Cantar-Galo, freguesia que tinha 5,87 km² de área e 2 233 habitantes (2011), e, por isso, uma densidade populacional de 380,4 hab/km².
A Freguesia de Cantar-Galo foi extinta em 2013, no âmbito de uma reforma administrativa nacional, tendo sido agregada à Freguesia de Vila do Carvalho para formar uma nova freguesia denominada União das Freguesias de Cantar-Galo e Vila do Carvalho com a sede em Vila do Carvalho.

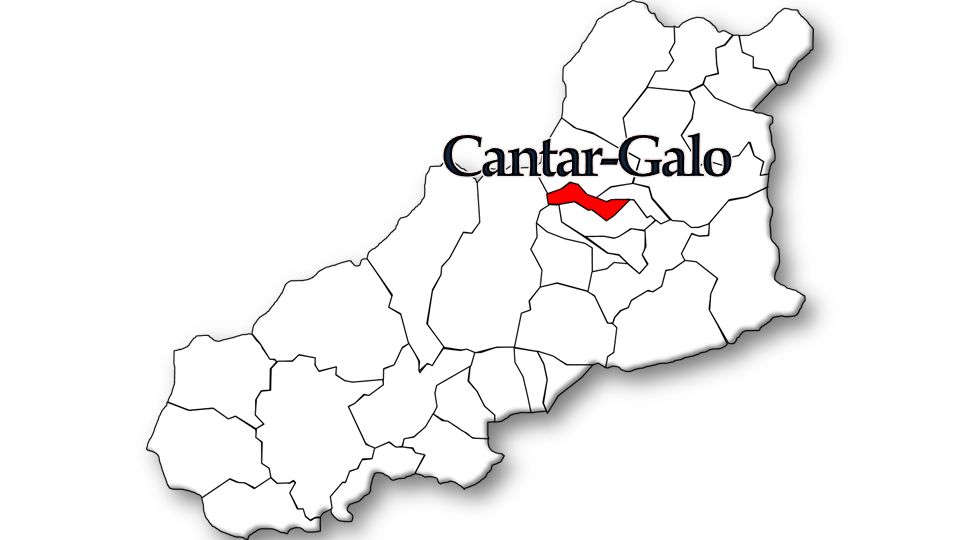
Localização no Município de Covilhã

## População
| 1991  | 2001  | 2011  |
| 2 755 | 2 492 | 2 233 |

Criada pela Lei nº 279/89, de  29 de Agosto, com lugares desanexados das freguesias de Vila do Carvalho e Conceição.

## Património
- Capela de São Vicente de Paulo
- Casa Brasão
- Ponte de Cantar-Galo
- Pedra do Urso